# Hrabstwo Woodford (Kentucky)
Woodford – hrabstwo w stanie Kentucky w USA. Siedzibą hrabstwa jest Versailles.
Hrabstwo Woodford zostało ustanowione w 1788 roku.

## Miasta
- Midway
- Versailles